# Avenue de la Porte-de-Montreuil
L'avenue de la Porte-de-Montreuil est une voie du 20e arrondissement de Paris, en France.

## Situation et accès
L'avenue de la Porte-de-Montreuil est une voie publique située dans le 20e arrondissement de Paris. Elle débute au 72, boulevard Davout et se termine avenue Benoît-Frachon.

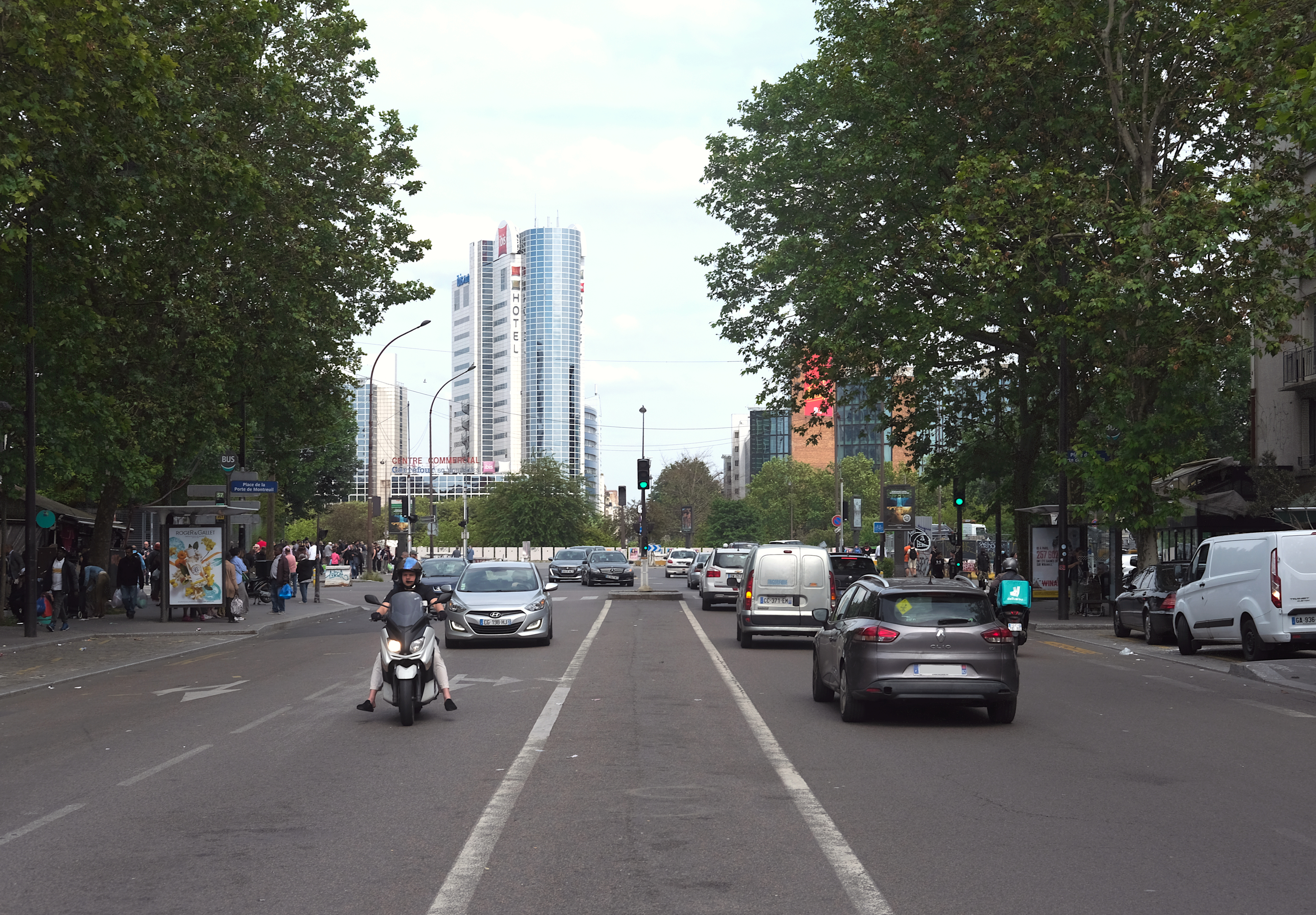
L'avenue de la Porte-de-Montreuil vu en direction de la place de la Porte-de-Montreuil.
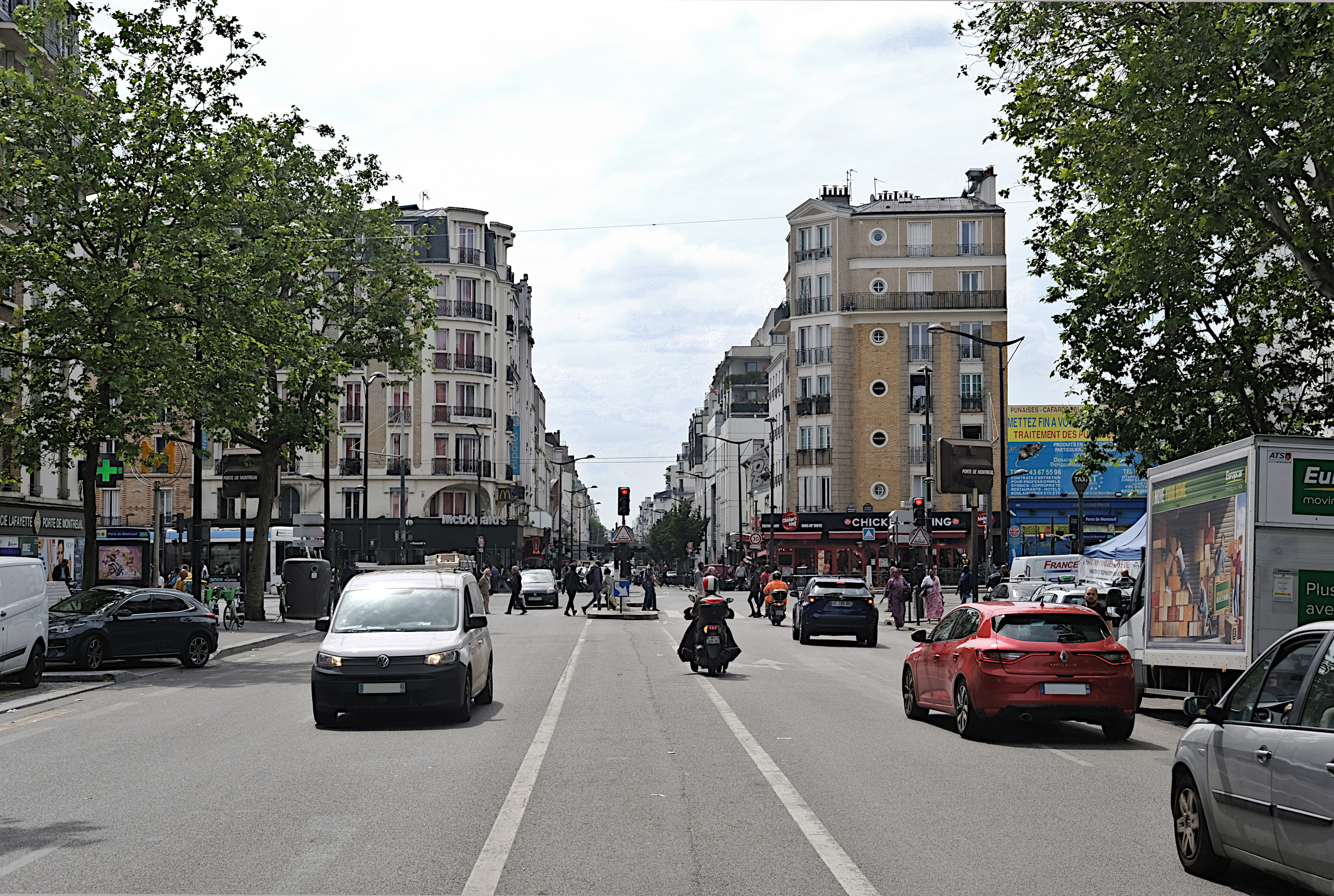
L'avenue vu en direction du boulevard Davout.

## Origine du nom
Elle porte ce nom car elle est située en partie sur l'emplacement de l'ancienne porte de Montreuil de l'enceinte de Thiers à laquelle elle mène.

## Historique
La voie a été créée en 1931. La partie située entre le boulevard Davout et la limite des fortifications a été aménagée entre les bastions nos 11 et 12 de l'enceinte de Thiers. Le prolongement faisait partie de la rue de Paris à Montreuil et a été annexé par la ville de Paris en 1930.